# Max Veloso
Max Veloso, né le 27 mars 1992 à Neuchâtel, est un footballeur suisse qui évolue au poste de milieu de terrain.

## Biographie
Après être passé par une école de foot à Peseux, Max Veloso commence le football dans sa ville natale sous les couleurs de Neuchâtel Xamax avec qui il signe son premier contrat en 2009 et où il découvre la Super League après un prêt au FC Biel-Bienne en seconde division.
En 2012, il quitte son club formateur pour rejoindre le FC Sion. Il y joue quatorze matchs en trois saisons étant plus souvent utilisé avec l'équipe réserve et partant en prêt à deux reprises au FC Vaduz et au FC Lausanne, évoluant tous les deux en Challenge League.
Il revient en 2015 au Neuchâtel Xamax FCS, qui vient tout juste de monter en Challenge League à la suite de la faillite du club et son retour en 2013 en quatrième division. En 2018, il est l'un des cadres du titre de champion de deuxième division qui permet à Xamax de remonter en Super League.
En 2020, il connait un cours passage au FC Sheriff Tiraspol en Moldavie avec qui il sera Champion.
Sans club après son passage en Moldavie, il s'entraine avec l'équipe réserve de Neuchâtel Xamax FCS quelques semaines avant de signer officiellement à l'été 2021.

## Palmarès
Il est champion de Suisse de deuxième division en 2018 avec Neuchâtel Xamax FCS.
Il est champion de Moldavie en 2021 avec le FC Sheriff Tiraspol.